# ناوشکن کلاس آگنووی
ناوشکن کلاس آگنووی (به انگلیسی: Ognevoy-class destroyer) یک کلاس از کشتی است که طول آن 117 m می‌باشد.